# Timote Maamaaloa
Timote Maamaaloa (sinh ngày 17 tháng 6 năm 1989) ở Tonga. Anh chơi ở vị trí tiền vệ. Anh chơi cho đội tuyển quốc gia tại Vòng sơ loại World Cup 2014 khu vực Châu Đại Dương.

## Liên kết khác
- Timote Maamaaloa tại National-Football-Teams.com
- FIFA profile Lưu trữ ngày 1 tháng 10 năm 2012 tại Wayback Machine